# Райнер Штадельманн
Доктор. Райнер Штадельманн (24 жовтня 1933 — 14 січня 2019) — німецький єгиптолог. Його вважали експертом з археології плато Гіза.

## Життєпис
Після навчання в Нойбург-ан-дер-Донау в 1933 році він вивчав єгиптологію, сходознавство й археологію в Мюнхенському університеті. У 1955 і 1956 роках він брав участь у розкопках храму сонця часів 5-ї династії фараона Усеркафа в Абусірі. Він продовжив навчання в Гейдельберзькому університеті, де в 1960 році написав свою докторську дисертацію про сирійсько-палестинських божеств в Єгипті. До 1967 року він був технічним помічником у Гейдельберзі, після чого став науковим директором Німецького археологічного інституту в Каїрі, де працював з 1989 по 1998 рік.
З 1975 року він є почесним професором Гейдельберзького університету. Він брав участь у численних розкопках у Елефантіні, Фівах і Дахшурі, останні з яких він досліджував і писав про Зігнуту піраміду та храм у долині короля Снофру. Він також відкрив нову виставку в Єгипетському музеї, Каїр, щоб відсвяткувати 40 років археологічної роботи японців.

## Вибрані публікації
- Die ägyptischen Pyramiden, vom Ziegelbau zum Weltwunder, Mayence, 1985—1997, éditions von Zabern (Kulturgeschichte der Antiken Welt, Bd. 30), ISBN 3-8053-1142-7